# Victor Bulwer-Lytton, 2:e earl av Lytton
Victor Alexander George Robert Bulwer-Lytton, andre Earl av Lytton, även känd som Lord Lytton, född i Simla (nuvarande Shimla), Brittiska Indien, den 9 augusti 1876, död 1947, var en brittisk ämbetsman, under 1925-26 tillförordnad vicekung av Indien.
I februari 1932 ledde han på uppdrag av Nationernas förbund en kommission för att undersöka förhållandena i den japanska lydstaten Manchukuo. I sin rapport till NF rekommenderade Lytton-kommissionen att Japan återlämnade Manchuriet till Republiken Kina, vilket ledde till att Japan utträdde ur NF den 24 februari 1933. Riddare av Strumpebandsorden 1933.

## Källa
- Mitter, Rana (2000) (på engelska). The Manchurian myth [Elektronisk resurs] nationalism, resistance and collaboration in modern China. Berkeley: University of California Press. Libris 9778306